# Coumba Gawlo
Coumba Gawlo Seck là một ca sĩ kiêm nhạc sĩ người Sénégal sinh ra vào tháng 2/1972 tại Tivaouane. Cô là ca sĩ người Sen bán chạy thứ hai ở Sénégal sau Youssou N'Dour.  Thành công lớn nhất của cô là một phiên bản " Pata Pata ", đĩa đơn bạch kim, là số một trong hai tuần tại Bỉ và bán được 50.000 bản một ngày tại Pháp vào năm 1998.